# Тимощук Олексій Васильович
Олексі́й Васи́льович Тимощу́к (24 червня 1981, м. Вінниця, Українська РСР — 9 липня 2017, м. Дніпро, Україна) — солдат Збройних сил України, учасник російсько-української війни.

## Біографія
Народився 1981 року у Вінниці. Навчався у вінницькій загальноосвітній школі № 5. Закінчив Вінницький політехнічний технікум за фахом техніка-механіка. Опанував столярну справу. Тривалий час працював будівельником, їздив на заробітки. Власноруч збудував дачний будинок, був головою садового товариства «Десенка-Хімік».
Під час російської збройної агресії проти України восени 2016 року вступив на військову службу за контрактом. Спочатку служив у взводі матеріального забезпечення в тилу, але неодноразово писав рапорти, щоб його перевели у бойовий підрозділ на передову. 26 травня 2017 року прибув в район Маріуполя у свою першу ротацію.
Солдат, навідник кулеметного відділення мотопіхотного взводу 9-го окремого мотопіхотного батальйону «Вінниця» 59-ї окремої мотопіхотної бригади, в/ч А2896.
29 червня 2017 року поблизу села Гнутове на Маріупольському напрямку, під час перевірки мінних загороджень перед окопами, близько 19:30, потрапив під ворожий обстріл з гранатомета. Від розриву гранати дістав вкрай важкі осколкові поранення голови, очей, грудної клітки, живота. Дві доби життя бійця рятували лікарі 61-го військового мобільного шпиталю в Маріуполі, 1 липня його вертольотом евакуювали у Дніпро, в Обласну клінічну лікарню ім. Мечникова. Переніс кілька операції, прийшов до тями, але 9 липня о 5:30 помер.
Похований 11 липня на Алеї Слави Центрального кладовища Вінниці.
Батько помер, залишились мати, сестра, дружина та троє дітей-школярів, — сини Роман та Андрій і 7-річна Марійка.

## Нагороди та вшанування
- Указом Президента України № 363/2017 від 14 листопада 2017 року, за особисту мужність і самовіддані дії, виявлені у захисті державного суверенітету та територіальної цілісності України, зразкове виконання військового обов'язку, нагороджений орденом «За мужність» III ступеня (посмертно)[8].